# Oficina General de Correos de Dublín
La Oficina General de Correos (GPO; en irlandés: Ard-Oifig an Phoist ) en Dublín es la sede de An Post, la Oficina de Correos de Irlanda y la oficina de correos principal de Dublín. Ubicado en el centro de calle O'Connell, la principal vía de la ciudad, es uno de los edificios más famosos de Irlanda, y fue el último de los grandes edificios públicos de la arquitectura georgiana erigidos en la capital. 

## Arquitectura
La primera piedra del edificio, que fue diseñado por Francis Johnston, fue colocada por el teniente lord de Irlanda, Charles Whitworth, primer Earl Whitworth, el 12 de agosto de 1814, a la que asistió el Post-Masters-General, Charles O'Neill. 1st Earl O'Neill y Laurence Parsons, 2nd Earl of Rosse . La estructura se completó en el corto espacio de aproximadamente tres años a un costo (según las fuentes) de entre £ 50,000 y £ 80,000.

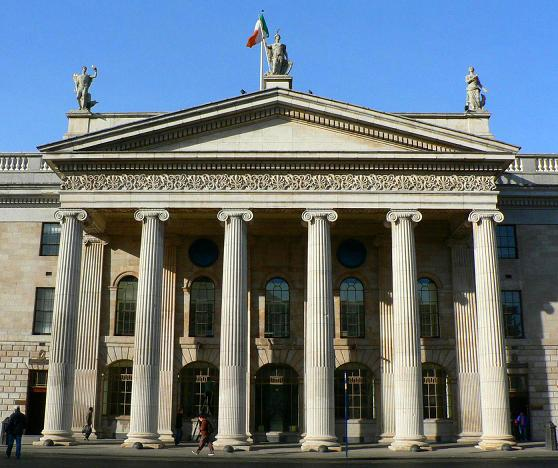
El pórtico hexastilo griego de la Oficina General de Correos, completado en 1818. El Escudo de armas real, similar a los de King's Inns y las Casas del Parlamento de Irlanda, fue retirado después de la independencia.

El frontal, que se extiende 67.1 metros, tiene un pórtico jónico (24.4 metros de ancho), de seis columnas jónicas estriadas, 137.16 centímetros de diámetro. El friso del entablamento está muy enriquecido, y en el tímpano del frontón estaban las armas reales hasta que se retiraron después de la restauración en la década de 1920. En la acrotería del frontón hay tres estatuas de John Smyth: cuando se enfrenta al edificio Mercury a la izquierda, con su Caduceo y su bolso; Fidelidad a la derecha, con un perro de caza a sus pies y una llave en la mano derecha (debido a estas características se argumenta que la estatua es en realidad de Hécate ); y Hibernia en el centro, descansando sobre su lanza y sosteniendo un arpa . El entablamento, con la excepción del arquitrabe, se continúa a lo largo del resto del frente; El friso, sin embargo, no está decorado sobre el pórtico. Una balaustrada supera la cornisa del edificio, que es de 15.2 metros desde el suelo. 
Con la excepción del pórtico, que es de piedra de Portland, el edificio principal es de granito de montaña. La elevación tiene tres pisos, de los cuales el bajo o sótano está rústico. El pórtico ocupa toda la altura de la estructura.

## Historia

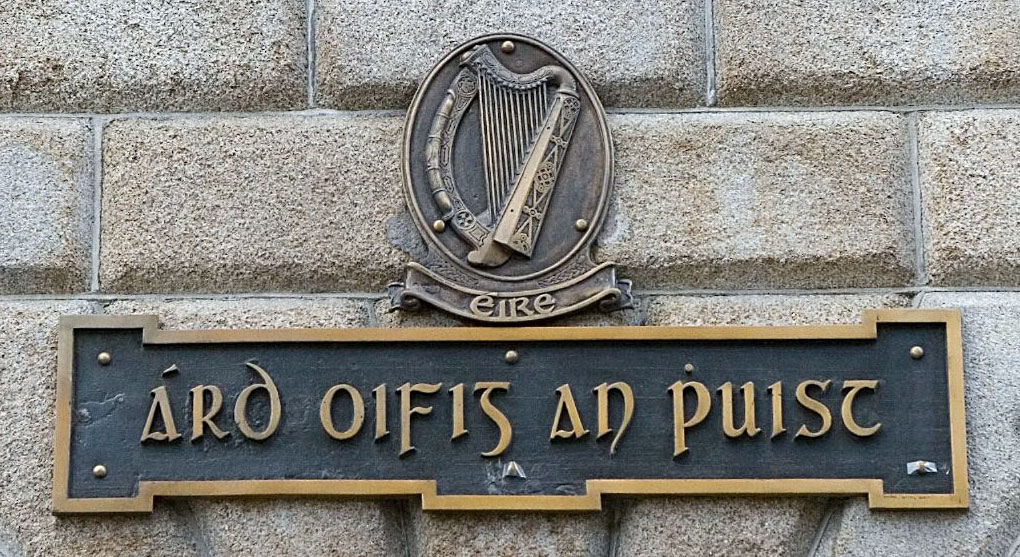
Un letrero en la pared externa de la Oficina General de Correos, con el nombre del edificio (Árd-Oifig an Phuist) en la escritura tradicional gaélica y utilizando una ortografía antigua que antecede a las reformas de ortografía irlandesas de los años sesenta.

La Oficina General de Correos en Irlanda se ubicó por primera vez en High Street en Dublín, mudándose a Fishamble Street en 1689, a Sycamore Alley en 1709 y luego en 1755 a Bardin's Chocolate House en el sitio donde solían estar los Edificios Comerciales (ahora el edificio del Banco Central ) en la calle Dame. Luego fue trasladado a una casa más grande frente al edificio del Banco de Irlanda en College Green . El 6 de enero de 1818, se abrió la nueva oficina de correos en Sackville Street (ahora calle O'Connell ).
Durante la Pascua de 1916, el GPO sirvió como la sede de los líderes de la sublevación. Fue desde afuera de este edificio el 24 de abril de 1916, que Patrick Pearse leyó la Proclamación de la República de Irlanda. El edificio fue destruido por un incendio en el curso de la rebelión, a excepción de la fachada de granito, y no fue reconstruido hasta 1929, por el gobierno del Estado Libre de Irlanda. Una copia original de la Proclamación de la República de Irlanda se exhibió en el museo del GPO. El museo se cerró a fines de mayo de 2015 y fue reemplazado por un nuevo centro de visitantes para conmemorar el Alzamiento de 1916, 'GPO Witness History', en marzo de 2016. El edificio ha sido un símbolo del nacionalismo irlandés . En conmemoración del Alzamiento, una estatua que representa la muerte del héroe mítico Cúchulainn esculpida por Oliver Sheppard en 1911 se ubicó en el puesto de comando en el centro de la sala principal de GPO y ahora se encuentra en la parte frontal del edificio. La estatua apareció en la moneda irlandesa de diez chelines de 1966, que marca el quincuagésimo aniversario del Levantamiento. A pesar de su fama como un lugar icónico de la libertad irlandesa, la renta de la tierra para el GPO continuó pagándose a los propietarios ingleses y estadounidenses hasta la década de 1980.
Los estudios de transmisión de 2RN, que más tarde se convertirían en Radio Éireann, se ubicaron en el GPO desde 1928 hasta 1974. Sorteos de los bonos de premios se llevan a cabo semanalmente, los viernes, en el edificio. 
La columna de Nelson estaba ubicado en el centro de la calle O'Connell, adyacente a la GPO, hasta que fue destruido por los republicanos irlandeses en una explosión en 1966. La Spire de Dublín fue erigida en el sitio del Pilar en 2003. 

## Imágenes

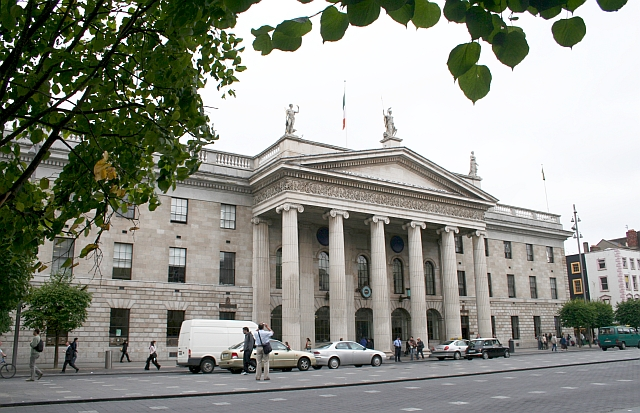
La Oficina General de Correos en 2006
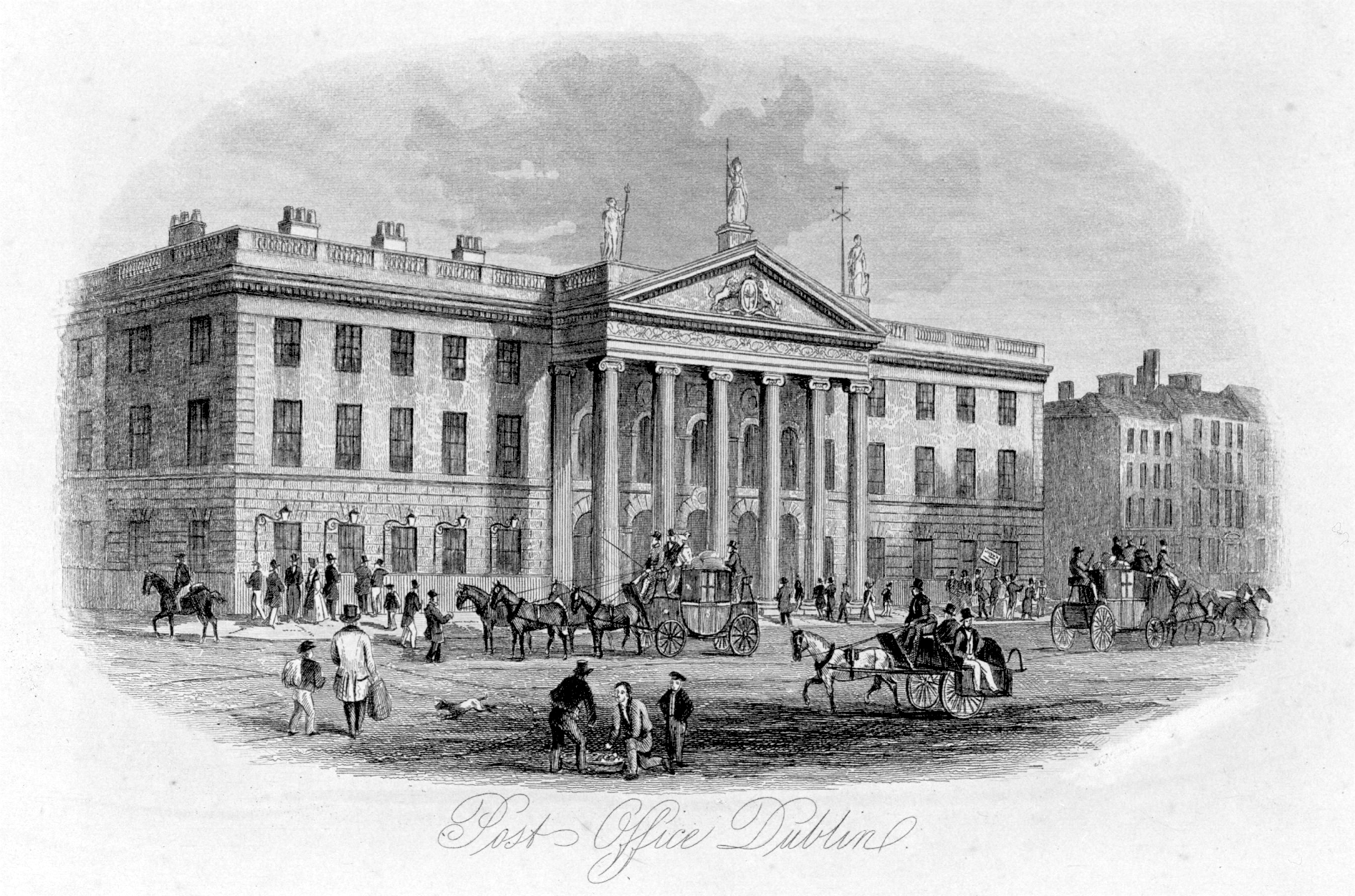
La oficina de correos general c.1830
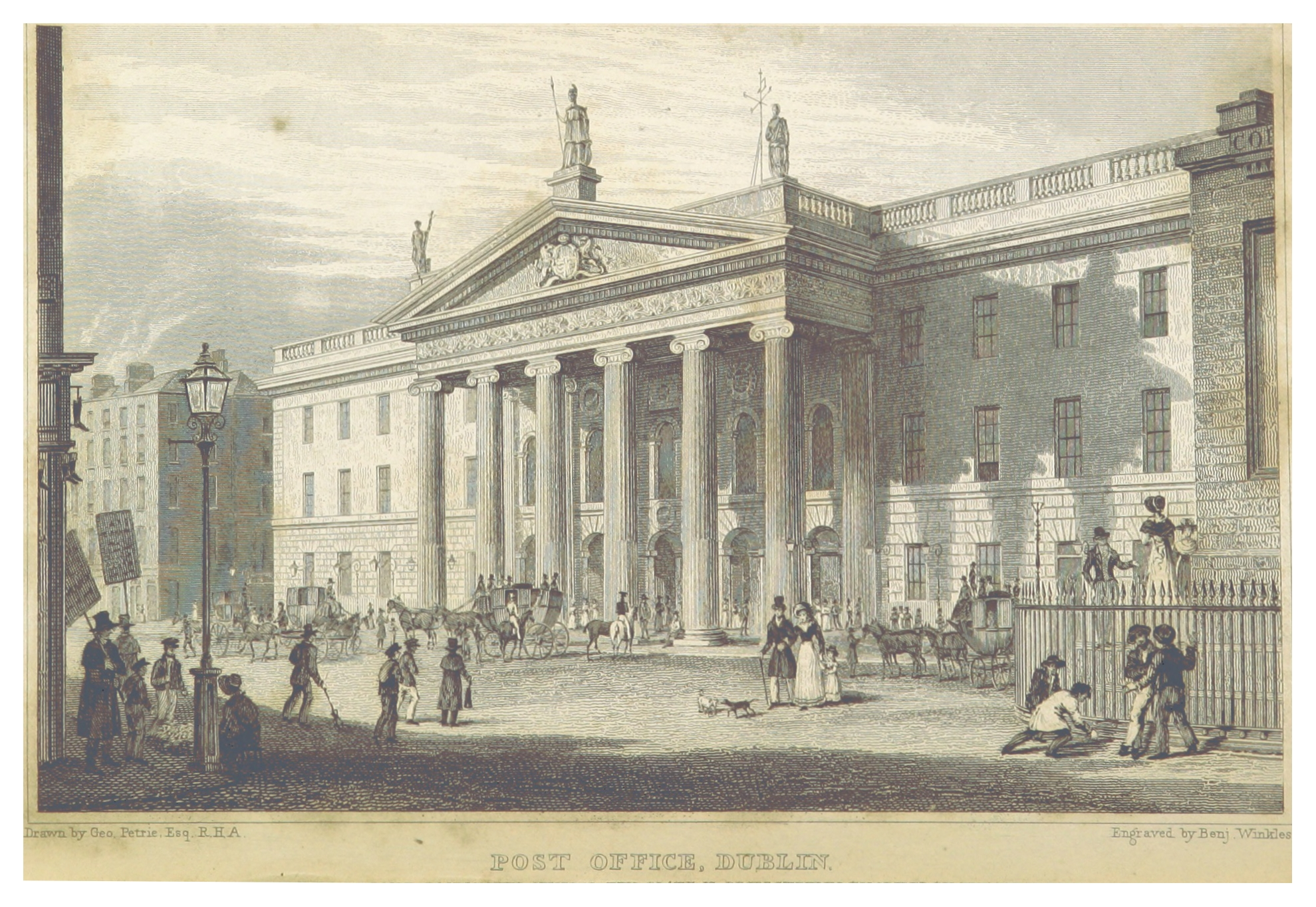
El GPO en un grabado de alrededor de 1831.
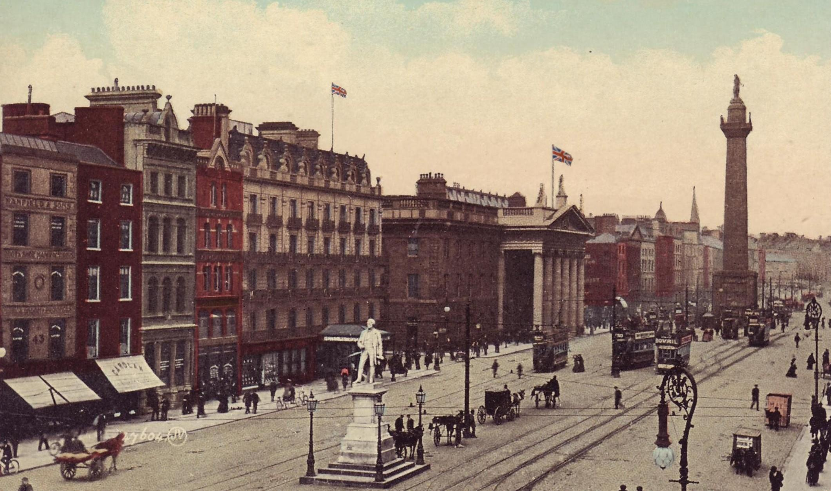
Antes de la independencia con bandera británica volando. El Hotel Metropole adyacente fue destruido en 1916 .
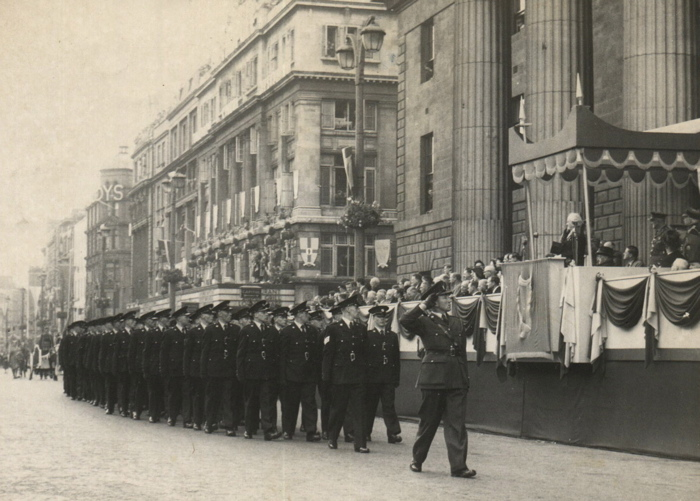
Los nuevos reclutas de Garda marchan más allá del GPO, Tóstal 1954
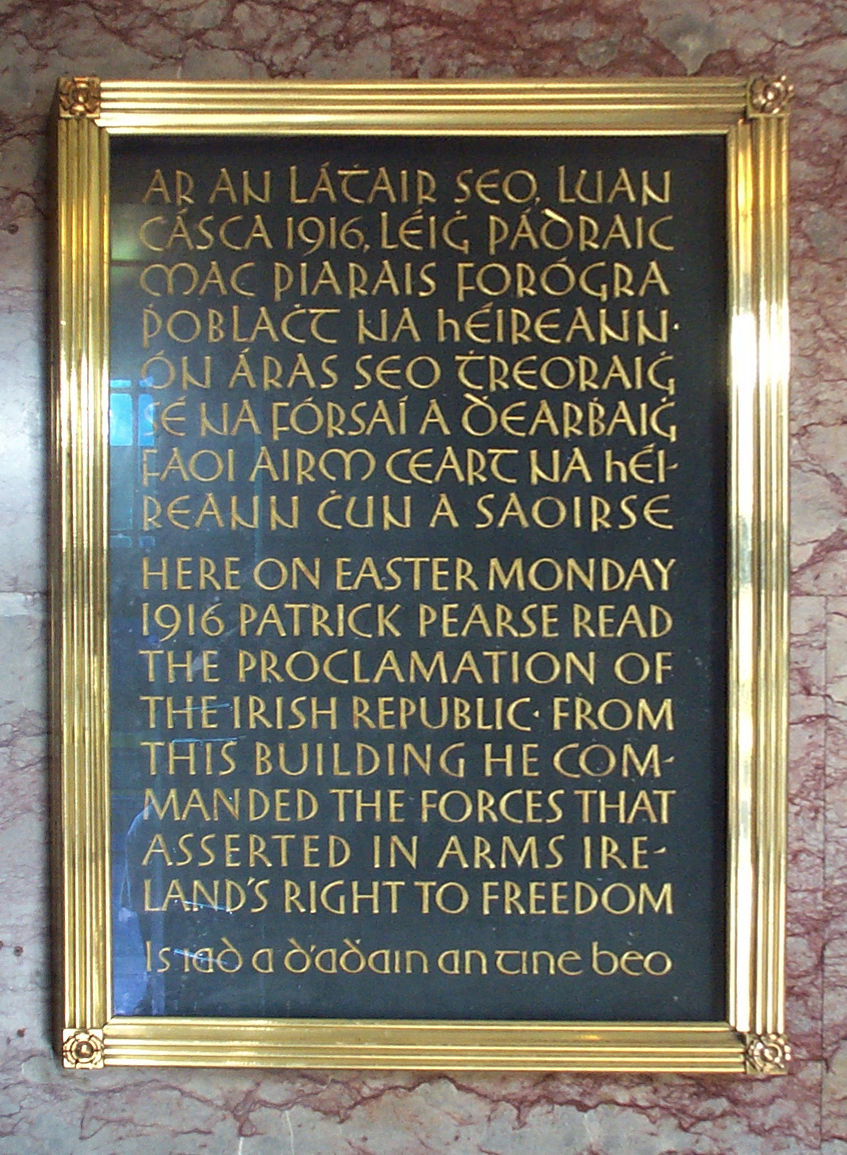
Una placa que conmemora el Alzamiento de Pascua en la GPO
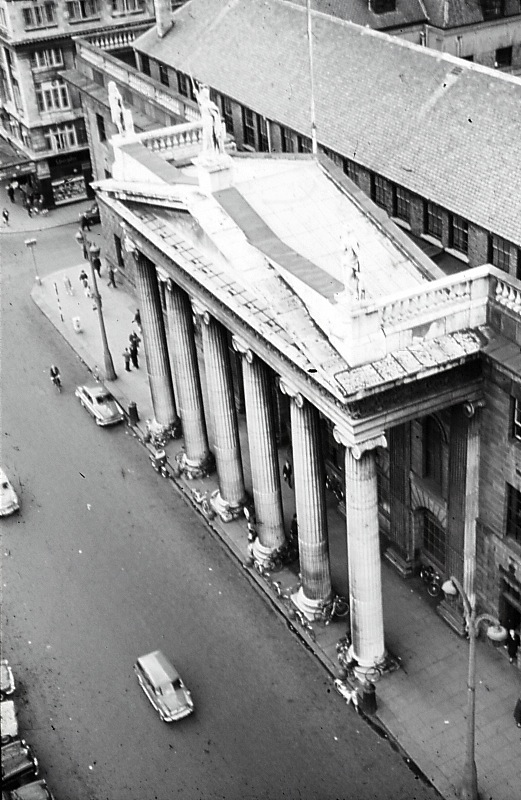
Vista de 1964 desde la columna de Nelson antes de la destrucción del pilar.